# Queluz (Portugal)
Queluz é uma cidade portuguesa do município de Sintra, localizada na Área Metropolitana de Lisboa. Tem uma área urbana de 7,6 km2, 79.366 habitantes em 2021 e uma densidade populacional de 10.442 habitantes por km2.
A cidade está dividida entre as freguesias de Queluz e Belas e Massamá e Monte Abraão, pertencendo ao município de Sintra.
Queluz fica situada entre as cidades de Agualva-Cacém e da Amadora, a vila de Belas e as localidades Queluz de Baixo e Tercena. É atravessada pelo rio Jamor.
Na cidade viveram individualidades como Ruy Belo, Stuart Carvalhais, General Spínola, Isaac Abravanel, a cantora Manuela Bravo e António José Enes.
| Quadro evolutivo da população residente na cidade de Queluz (INE) (1930 – 2001) | Quadro evolutivo da população residente na cidade de Queluz (INE) (1930 – 2001) | Quadro evolutivo da população residente na cidade de Queluz (INE) (1930 – 2001) | Quadro evolutivo da população residente na cidade de Queluz (INE) (1930 – 2001) | Quadro evolutivo da população residente na cidade de Queluz (INE) (1930 – 2001) | Quadro evolutivo da população residente na cidade de Queluz (INE) (1930 – 2001) | Quadro evolutivo da população residente na cidade de Queluz (INE) (1930 – 2001) | Quadro evolutivo da população residente na cidade de Queluz (INE) (1930 – 2001) | Quadro evolutivo da população residente na cidade de Queluz (INE) (1930 – 2001) |
| ------------------------------------------------------------------------------- | ------------------------------------------------------------------------------- | ------------------------------------------------------------------------------- | ------------------------------------------------------------------------------- | ------------------------------------------------------------------------------- | ------------------------------------------------------------------------------- | ------------------------------------------------------------------------------- | ------------------------------------------------------------------------------- | ------------------------------------------------------------------------------- |
| 1930                                                                            | 1940                                                                            | 1950                                                                            | 1960                                                                            | 1970                                                                            | 1981                                                                            | 1991                                                                            | 2001                                                                            |                                                                                 |
| 3 225                                                                           | 4 967                                                                           | 7 968                                                                           | 15 746                                                                          | 27 815                                                                          | 48 112                                                                          | 60 370                                                                          | 78 273                                                                          |                                                                                 |

## Origem do nome
Quanto às origens do nome da cidade, existem enormes controvérsias ao longo do tempo, sendo prevalecente a tese de David Lopes e de José Pedro Machado, através da qual é à junção das palavras árabes câ — fundo de Vala apertado — e Llûs — amendoeira — que se obteve o nome actual, que significa em termos de origem "O Vale da Amendoeira".
Há quem defenda, porém, que o nome de Queluz se deve à montanha da luz — hoje Monte Abraão —, onde era feita a adoração do Sol.
Outros ainda, atribuem a origem da denominação à adoração local do deus Lu ou Lou dos antigos Lusitanos.
Aliás, é suposto que o próprio nome de Lusitânia tem por base duas palavras significativas "Citânia de Lu".
De resto, a ocupação humana da zona em tratamento remonta comprovadamente ao Neolítico Final/Calcolítico (entre o IV e o III milénio a.C.), como o atestam diversos monumentos e vestígios.

## Património

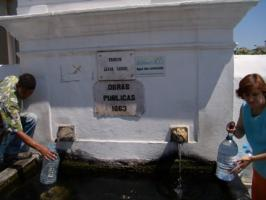
Chafariz de Massamá

O Palácio Nacional de Queluz é um Monumento Nacional e está dentro de uma Zona Especial de Protecção. O palácio é o 3.º mais visitado de Portugal e está aberto ao público todos os dias (nos Domingos e Feriados encerra às 14H00)
A cidade possui ainda várias fontes e chafarizes, testemunhos da passagem de várias ocupações humanas na cidade: Carranca; Da Calçada da Bica da Costa; D. Carlos I; Bicas e Fonte Chafurdo Massamá; Chafariz Mousinho de Albuquerque; Bica do Anjo (Pendão); Chafariz do Pendão; Chafariz de Massamá.
Até outubro de 2009 podia-se ver a casa onde viveu o artista Stuart Carvalhais. A casa foi demolida pelos proprietários.
No Palácio de Queluz (quarto "Dom Quixote"), nasceu em 12/10/1798, Dom Pedro I (Brasil) / D. Pedro IV (Portugal). No mesmo Palácio, e no mesmo quarto, Dom Pedro faleceu em 24/09/1834, quando encontrava-se próximo de completar 36 anos de idade.

## Personalidades ilustres
- Imperador Dom Pedro I (Brasil) / Rei Dom Pedro IV (Portugal).
- Barão de Queluz, Visconde de Queluz e Conde de Queluz

## História
Em 29 de junho de 1925, por Decreto-Lei n.º 1790, a antiga localidade de Queluz, é desanexada da freguesia de Belas e, juntamente com os lugares de Pendão, Massamá, Ponte Carenque, Gargantada e Afonsos, é criada freguesia de Queluz.
Pelo Decreto-Lei n.º 43920, de 18 de setembro de 1961, a povoação de Queluz é elevada a vila. Em 1997, pela Lei n.º 88/97, de 24 de julho, a vila de Queluz é elevada à categoria de cidade. Através desta lei a cidade de Queluz é composta por 3 freguesias.
No dia 27 de fevereiro de 1998, o Grupo Parlamentar do PCP apresentou um projecto de lei para a criação do município de Queluz. O projecto baixou à Comissão de Administração do Território, Poder Local, Equipamento Social e Ambiente. Ao contrário da criação do município de Odivelas, o projecto de lei para a criação do município de Queluz não avançou e nem sequer chegou a ser votado.
Aquando da revisão administrativa de 2012/2013, Queluz passou a estar dividida entre a União das Freguesias de Queluz e Belas e a União das Freguesias de Massamá e Monte Abraão.

## Freguesias
As freguesias da cidade de Queluz são Massamá, Monte Abraão e Queluz. Já as freguesias de influência da cidade de Queluz são Belas, Almargem do Bispo, Casal de Cambra e as localidades de Queluz de Baixo e Tercena.
A cidade de Queluz é servida pela empresa de transportes rodoviários VIMECA e pela Comboios de Portugal (CP) com três estações de ferroviárias: Queluz-Monte Abraão, Queluz-Belas e Massamá-Barcarena (três estações da linha ferroviária que liga Lisboa a Sintra).

## Brasão da cidade
Armas
Escudo de prata, amendoeira de verde, troncada e arrancada de negro, frutada de ouro, entre dois crescentes de vermelho, o da dextra volvido e o da sinistra voltado; em chefe, três escudetes de azul, postos em faixa, carregados cada um de cinco besantes de prata; em ponta, três faixetas ondadas de azul que representam o rio Jamor. Coroa mural de prata de cinco torres que representa o estatuto de cidade da localidade. Listel branco com a legenda a negro: “Freguesia de Queluz“.
Simbologia
- A amendoeira - provém da origem etimológica de Queluz, assente nos vocábulos árabes "Qa al Luz", que significam "Vale da Amendoeira". Este vale ainda persiste junto ao parque que liga o Aqueduto das Águas Livres ao Palácio de Queluz, contíguo ao rio Jamor.
- Os dois crescentes de prata - Significam os dois povoados moçarábicos; Queluz e Massamá, fazendo menção à permanência muçulmana na região.
- As três quinas - Referência à presença da Família Real, que mandou construir no século XVIII um palácio nesta localidade, simbolizando a ascensão e a grandeza de Queluz.
- Campanha ondada de prata e azul - Referência aos cursos de água do rio Jamor que atravessam a cidade.
- Escudo de prata - Simboliza a humildade e riqueza dos naturais da terra.

## Desporto
A cidade de Queluz alberga vários clubes, entre os quais se destacam:
- Real Sport Clube
- Juventude Operária do Monte Abraão (JOMA)
- Clube Atlético de Queluz (CAQ)
- Clube Basket de Queluz
- Astro Stuart Hóquei Clube de Massamá

O Real Sport Clube é o atual Campeão Nacional do Campeonato Portugal Prio 2016/17, sendo que o Clube Atlético de Queluz já foi Campeão Nacional de Basket em 1983/84 e 2003/04 e venceu a Taça de Portugal (em 1982/83 e 2004/05) e da Supertaça de Portugal (1984/85 e 2005/06). A JOMA já venceu vários campeonatos de atletismo, tanto individuais como coletivos.

### Juntas de Freguesia da Cidade de Queluz
- União das Freguesias de Queluz e Belas
- Junta de Freguesia de Queluz
- Junta de Freguesia de Massamá

### Jornais da Cidade de Queluz
- Correio da Linha

### Diário da República
- Elevação de Queluz a cidade no Diário da República